# Buenavista (Hiszpania)
Buenavista – gmina w Hiszpanii, w prowincji Salamanka, w Kastylii i León, o powierzchni 27,04 km². W 2011 roku gmina liczyła 249 mieszkańców.